# Melissa Joan Hart
Pour les articles homonymes, voir Hart.
Melissa Joan Hart, née le 18 avril 1976 à Smithtown (État de New York), est une actrice, productrice et réalisatrice américaine. 
Si elle a débuté très jeune, elle commence à avoir une grande notoriété aux États-Unis grâce à la série Clarissa Explains It All (1991-1994), avant de connaitre un succès mondial via Sabrina, l'apprentie sorcière (1996-2003).
Elle revient en tant que vedette principale dans la série à succès Melissa and Joey (2010-2015) puis l'éphémère Le Secret de Nick (2019).

## Biographie
Melissa Joan Catherine Hart naît le 18 avril 1976 à Smithtown, sur la côte nord de Long Island, dans l’État de New York. Elle a un frère et six sœurs, dont l'actrice Emily Hart.
Elle commence sa carrière d'actrice à l'âge de 7 ans dans une publicité. À 15 ans, elle part à New York pour jouer le rôle de « Clarissa » dans la série Clarissa Explains It All. Parallèlement, elle poursuit ses études dans une école privée, obtient son diplôme d'études secondaires (l'équivalent du baccalauréat en France) et entre à l'université. Ses passages dans les séries télévisées sont de plus en plus fréquents.
Melissa est repérée en 1995 et incarne le premier rôle dans un téléfilm à succès intitulé Sabrina, l'apprentie sorcière. Très plébiscité par le public, ce pilote est adapté en série qui porte le même titre et la production décide de garder Melissa comme personnage principal. Elle tient ce rôle durant 7 saisons et reste pendant très longtemps « Sabrina Spellman » aux yeux du public.
En 1999, elle apparaît dans le clip (You Drive Me) Crazy de sa meilleure amie Britney Spears.
Comédienne pétillante, mais aussi femme d'affaires, Melissa Joan Hart est réalisatrice de certains feuilletons télévisés ainsi que vice-présidente de la société de production Hartbreak Films.
En 2009, elle participe à l'émission très regardée aux États-Unis Dancing with the Stars, où elle danse avec Mark Ballas.
Melissa reste aujourd'hui très amie avec l'acteur Nate Richert et l'actrice Lindsay Sloane, même après l'arrêt de la série Sabrina, l'apprentie sorcière.
En 2010, on la retrouve au cinéma, elle joue dans le film d'horreur Nine Dead avec William Lee Scott et John Terry.
Puis elle revient à la télévision avec une nouvelle série de ABC Family dans Melissa and Joey, une comédie humoristique, catégorie qui par ailleurs l'avait fait connaître.

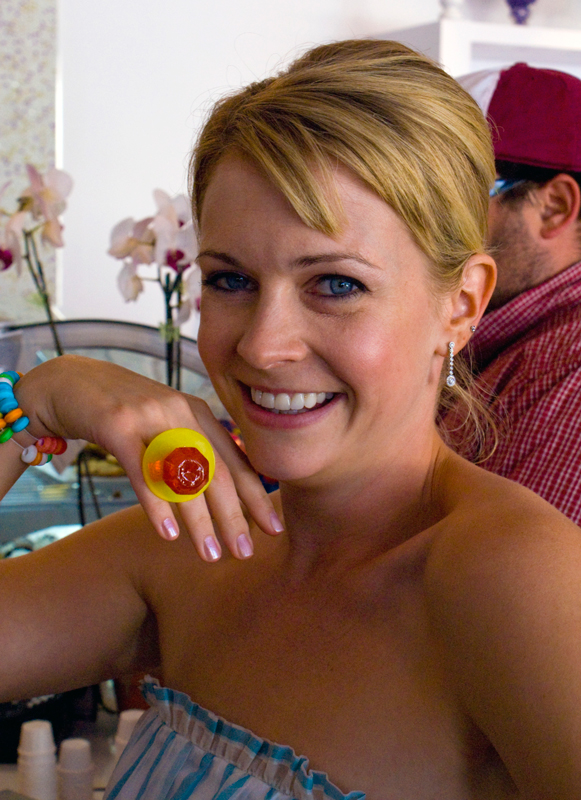
L'actrice à un festival en 2009.

Depuis, elle enchaine avec les téléfilms de Noël à succès comme : L'Arnaque de Noël (2014) avec Barry Watson, Noël à la télévision (2016) avec Dean Cain et plus récemment Noël au pays des jouets avec Mario Lopez (2017) ou encore La gourmandise de Noël avec Barry Watson (2018).

### Engagement politique

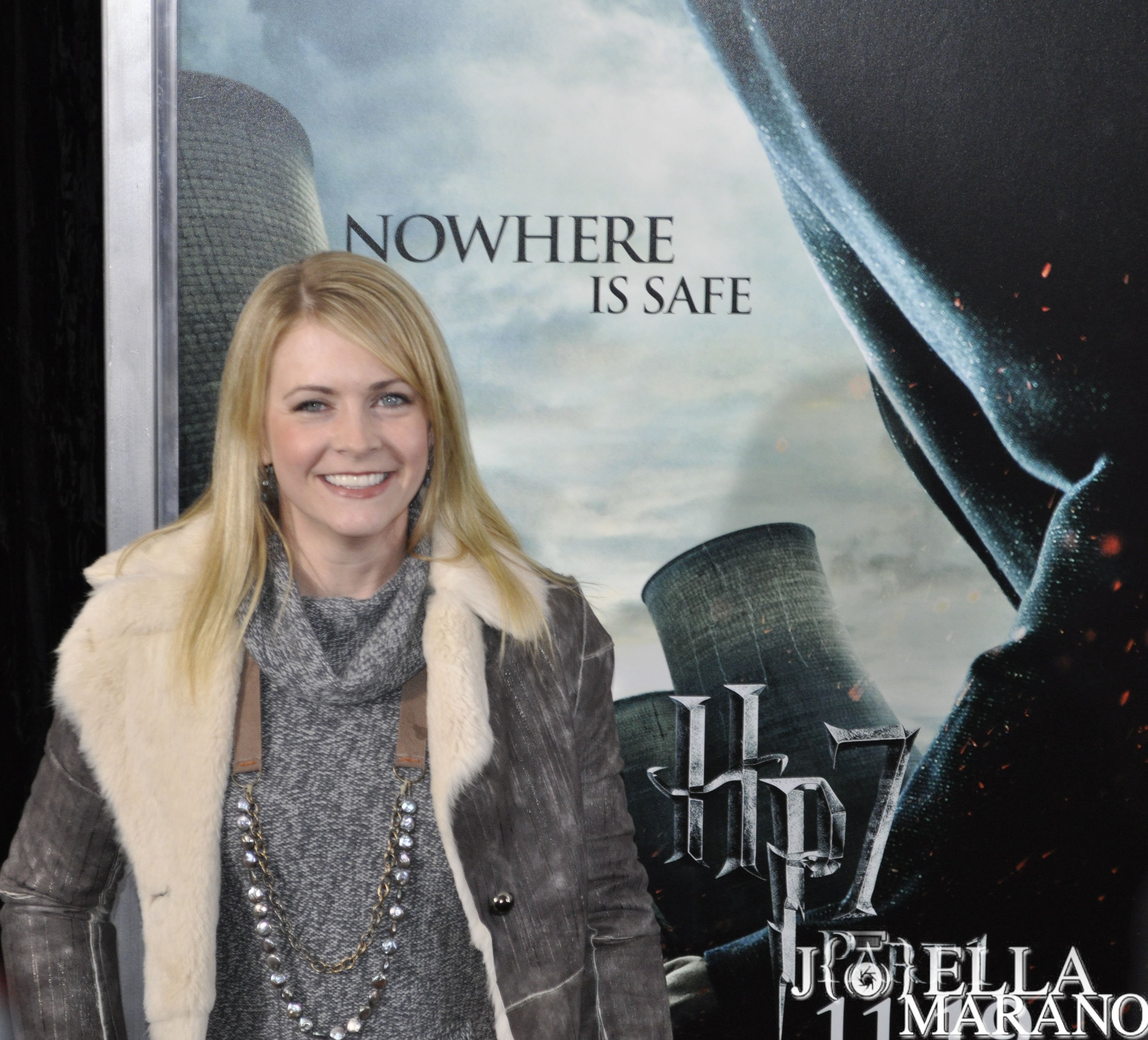
L'actrice à l'avant-première de Harry Potter et les Reliques de la Mort, partie 1 à Londres.

Dans les années 1990-2000, elle indique avoir voté pour le Parti républicain lors de l'élection de 1996.
Le 5 novembre 2012, veille de l'élection présidentielle, elle envoie un tweet informant qu'elle soutient le candidat républicain Mitt Romney,. 
Mais en 2016, elle fait campagne en faveur de Gary Johnson, candidat libertarien à l'élection présidentielle, en tant que directrice de campagne pour le Connecticut.

## Vie privée
Depuis le 19 juillet 2003, elle est mariée au musicien Mark Wilkerson et ils ont eu trois garçons : Mason, né le 11 janvier 2006, Braydon, né le 12 mars 2008, et Tucker McFadden, né le 18 septembre 2012 .

## Filmographie

### Cinéma

#### Longs métrages
- 1998 : Big Party de Harry Elfont et Deborah Kaplan : Vicki, la fille de l'annuaire de promo
- 1999 : Drive Me Crazy de John Schultz : Nicole Maris
- 2000 : The Specials de Craig Mazin : Sunlight Grrrll
- 2000 : Batman, la relève : Le Retour du Joker (Batman Beyond : Return of the Joker) de Curt Geda : Delia Dennis / Deidre Dennis / Dee Dee (voix)
- 2001 : La Cour de récré : Vive les vacances ! (Recess : School's Out) de Chuck Sheetz : Becky Detweiller (voix)
- 2001 : Sex Academy de Joel Gallen (en) : la fille à la soirée
- 2002 : Backflash de Phillip J. Jones : C.J.
- 2005 : Jesus, Mary and Joey de James Quattrochi : Jackie
- 2010 : Nine Dead de Chris Shadley : Kelley Murphy
- 2011 : Satin de Christopher Olness : Lauren Wells
- 2016 : Dieu n'est pas mort (God's Not Dead) d'Harold Cronk (en) : Grace Wesley
- 2016 : Dieu n'est pas mort 2 (God's Not Dead 2) d'Harold Cronk (en) : Grace Wesley
- 2017 : CarGo de James Cullen Bressack : Cabigail (voix)

#### Courts métrages
- 2002 : Hold On de Glenn Ripps

### Télévision

#### Séries télévisées
- 1985 : ABC Weekend Specials : Cindy
- 1985 : Le pouvoir et la gloire (Kane & Abel) : Florentyna Rosnovski à 7 ans
- 1986 : Equalizer (The Equalizer) : Laura Moore
- 1986 : Another World : La fille qui fait du roller
- 1991 - 1994 : Clarissa Explains It All : Clarissa Darling
- 1993 : Fais-moi peur ! (Are You Afraid of the Dark?) : Daphné
- 1995 : Les Anges du bonheur (Touched by an Angel) : Claire Latham
- 1996 - 2003 : Sabrina, l'apprentie sorcière (Sabrina, the Teenage Witch) : Sabrina Spellman
- 1997 : Clueless : Sabrina Spellman
- 1997 : Incorrigible Cory (Boy Meets World) : Sabrina Spellman
- 1997 : ABC TGIF : Sabrina Spellman
- 1997 : You Wish (en) : Sabrina Spellman
- 1997 : Teen Angel : Sabrina Spellman
- 1999 : That '70s Show : Mary
- 2000 : Voilà ! (Just Shoot Me!) : Krissy
- 2002 : Mad TV : elle-même / Britney Spears
- 2004 : North Shore : Hôtel du Pacifique (North Shore) : elle-même
- 2007 : New York, unité spéciale (Law and Order : Special Victims Unit) : Sarah Trent (saison 9, épisode 3)
- 2010 - 2015 : Melissa and Joey : Melissa « Mel » Burke
- 2015 : Les Mystères de Laura (The Mysteries of Laura) : KC Moss
- 2019 : Le Secret de Nick (No Good Nick) : Liz Thompson
- 2019 : Les Goldberg (The Goldbergs) : L'hôtesse de l'air

#### Séries d'animations
- 1998 : Superman, l'Ange de Metropolis (Superman : The Animated Series) : Saturn Girl / Imra Ardeen (voix)
- 1999 - 2000 : Sabrina : Tante Hilda / Tante Zelda (voix)
- 2005 / 2012 : Robot Chicken : Emily l'espionne / Sabrina Spellman / Hilda Spellman (voix)
- 2005 : La Ligue des justiciers (Justice League Unlimited) : Delia Dennis / Deidre Dennis (voix)
- 2019 : Bienvenue chez les Loud (The Loud House) : Mme Chang (voix)
- 2020 - 2022 : Bienvenue chez les Casagrandes (The Casagrandes) : Becca Chang (voix)

#### Téléfilms
- 1986 : Christmas Snow de Gus Trikonis : Amy
- 1995 : Family Reunion: A Relative Nightmare de Neal Israel : Samantha
- 1995 : Clarissa de John Whitesell : Clarissa Darling
- 1996 : Sabrina, l'apprentie sorcière (Sabrina the Teenage Witch) de Tibor Takács : Sabrina Spellman
- 1996 : Incitation au meurtre (Twisted Desire) de Craig R. Baxley : Jennifer Stanton
- 1996 : The Weinerville New Year's Special : Lost in the Big Apple de Scott Preston : La fille dans le métro
- 1997 : Graines de Star (The Right Connections) de Chuck Vinson : Melanie Cambridge
- 1997 : La Croisière de la peur (en) (Two Came Back) de Dick Lowry : Susan Clarkson
- 1998 : Les Soupçons de Mary (Silencing Mary) de Craig R. Baxley : Mary Stuartson
- 1998 : Sabrina et les fantômes du passé (Sabrina Goes to Rome) de Tibor Takács : Sabrina Spellman
- 1999 : Love American Style de Barry Kemp et Robin Schiff : Annabelle
- 1999 : Sabrina sens dessus-dessous (Sabrina, Down Under) de Kenneth R. Koch : Sabrina Spellman
- 2000 : Santa Mouse and the Ratdeer de Chris Bartleman : Molly (voix)
- 2003 : Rent Control de David Eric Brenner : Holly Washburn
- 2006 : Dirtbags de James Widdoes : Kate
- 2007 : Un fiancé pour Noël (Holiday in Handcuffs) de Ron Underwood : Gertrude 'Trudie' Chandler
- 2008 : L'Île du secret (The Secrets of Pine Cove) de Penelope Buitenhuis : Jill Roperson
- 2009 : Mariage en blanc (My Fake Fiancé) de Gil Junger : Jennifer Verti
- 2014 : L'Arnaque de Noël (The Santa Con) d'elle-même : Rose DeMarco
- 2016 : Noël à la télévision (Broadcasting Christmas) de Peter Sullivan : Emily Morgan
- 2017 : Noël au pays des jouets (A Very Merry Toy Store) de Paula Hart : Connie Forrester
- 2018 : La Gourmandise de Noël (A Very Nutty Christmas) de Colin Theys : Kate Holiday
- 2019 : Noël Actually (Christmas Reservations) de Deanne Foley : Holly Anderson
- 2020 : Cher Noël (Dear Christmas) d'Emily Moss Wilson : Natalie Morgan
- 2020 : Noël a cappella (Feliz NaviDAD) d'elle-même : Heather
- 2021 : Mistletoe in Montana de Kellie Martin : Merry Cartwright
- 2022 : Le terrible secret de ma mère (Dirty Little Secret) de Linda-Lisa Hayter : Joanna Tompkins

### Comme productrice
- 1998 : Sabrina et les fantômes du passé (téléfilm)
- 1999-2003 : Sabrina, l'apprentie sorcière (série, 79 épisodes)
- 1999 : Sabrina sens dessus-dessous (téléfilm)
- 2001 : Shirley Temple : La Naissance d'une star (téléfilm)
- 2003 : Rent Control (téléfilm)
- 2009 : Mariage en blanc (téléfilm)
- 2010-2015 : Melissa and Joey (série, 104 épisodes)
- 2014 : L'Arnaque de Noël (téléfilm)
- 2016 : Noël à la télévision (téléfilm)
- 2017 : Ne vous promenez pas dans les bois... (téléfilm)
- 2017 : Noël au pays des jouets (téléfilm)
- 2018 : La Gourmandise de Noël (téléfilm)
- 2020 : Noël a cappella (Feliz NaviDAD) (téléfilm)

### Comme réalisatrice
- 2000-2003 : Sabrina, l'apprentie sorcière (9 épisodes)
- 2000 : Aux frontières de l'étrange (So Weird) (saison 3, épisode 13)
- 2002 : Taina (saison 2, épisode 9)
- 2014 : L'Arnaque de Noël (téléfilm)
- 2012-2015 : Melissa and Joey (6 épisodes)
- 2017 : Ne vous promenez pas dans les bois... (téléfilm)
- 2018-2019 : Les Goldberg (3 épisodes)
- 2020-2022 : Young Sheldon (saison 3, épisode 17, saison 5, épisode 10)

### Clips vidéos
- 1999 : (You Drive Me) Crazy de Britney Spears

## Voix françaises
En France, Sarah Marot et Laëtitia Lefebvre sont les voix françaises régulières de Melissa Joan Hart. À titre exceptionnel, d'autres comédiennes ont également doublé cette dernière.